# Antoine Louis
Antoine Louis (ur. 13 lutego 1723 w Metzu, zm. 20 maja 1792 w Paryżu) – francuski chirurg i fizjolog, projektant nowoczesnej gilotyny, którą pod jego kierunkiem wykonał niemiecki producent klawesynów - Tobias Schmidt.

## Życiorys

Memoire contre la legitimite des naissances pretendues tardives, 1764

Z wykształcenia chirurg wojskowy, w 1750 otrzymał tytuł profesora fizjologii, a w 1764 został mianowany sekretarzem Królewskiej Akademii Chirurgicznej (Académie Royale de Chirurgie). Był jednym z prekursorów operacyjnego leczenia guzów mózgu. W 1774 udało mu się z powodzeniem usunąć oponiaka skrzydła kości klinowej powodującego zniekształcenie kości czaszki. Był także autorem wielu artykułów na temat chirurgii oraz biografii współczesnych mu chirurgów.
W 1791 powołany został przez Konstytuantę na arbitra w sporze pomiędzy Josephem Ignace Guillotinem i katem Paryża Charlesem Henri Sansonem na temat sposobu wykonywania kary śmierci, który powstał w trakcie opracowania kodeksu karnego. Antoine Louis stanął po stronie Guillotina i w marcu 1792 przedstawił projekt wypukłego, szybko tnącego ostrza. Ostatecznie prototyp z ostrzem w kształcie trapezu (zaproponowanym ponoć przez samego Ludwika XVI - ślusarza-amatora) został przetestowany na żywych baranach i zwłokach bezdomnych 17 kwietnia 1792 w szpitalu Bicetre. Od jego nazwiska początkowo urządzenie nazywano Louisette (Ludwiczka), dopiero później nazwa wyewoluowała poprzez la veuve (wdowa) do ostatecznej wersji - gilotyna.
Od jego nazwiska pochodzi również inna nazwa kątu mostka - kąt Louisa.